# Färdtjänst

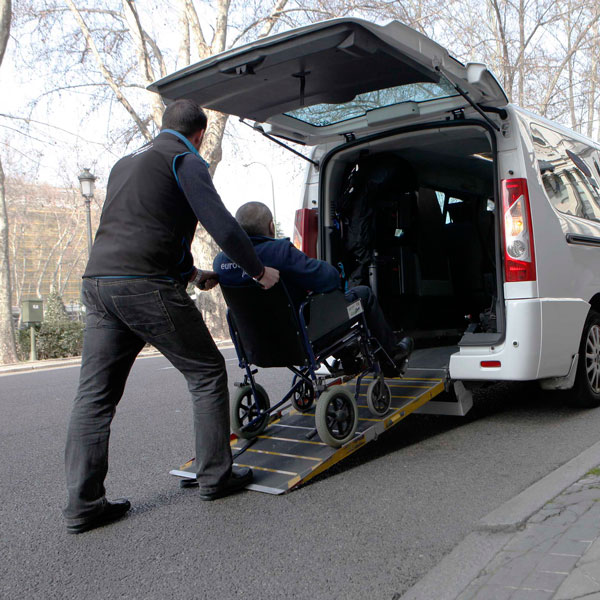
Demonstration av taxiförare som hjälper passagerare i rullstol.

Färdtjänst är enligt lagen (1997:736) om färdtjänst "särskilt ordnade transporter för personer med funktionshinder".
I Sverige är varje kommun ansvarig för att färdtjänst inom kommunen är av god kvalitet.
Oftast ordnas den som en form av kollektivtrafiken. Den som har en funktionsnedsättning som gör att man har väsentliga svårigheter att förflytta sig på egen hand eller att åka med allmänna kommunikationer har rätt till färdtjänst. Vissa kan åka vanlig taxibil medan andra behöver rullstolsanpassad minibuss.
Färdtjänst får anlitas endast av den som fått tillstånd av kommunen. Om den som söker tillstånd till färdtjänst behöver ledsagare under resorna, ska tillståndet gälla även ledsagaren.
Före 1997 reglerades färdtjänsten i Sverige av den då gällande Socialtjänstlagen (1980:620), och ett viktigt syfte med lagändringen var att poängtera att färdtjänst är en transportfråga och inte en social omsorgsfråga.